# Realul
Realul (realul concret) se referă în filosofie la ceea ce este autentic, inalterabil adevăr în relația - în același timp - lui "a fi" și a dimensiunii externe a acelei experiențe (de "a fi").
Într-o primă abordare a conceptului, trebuie să pornim de la ceea ce percepem în primul rând prin expresia real, pentru a ne putea mai apoi să ne apropiem de complexitatea conținutului acestui concept.
Un copil, si persoane care nu si-au supus  experiența lor și gândirea lor unei auto-reflecții științifice sau filozofice, considera că ceea ce este real este: "asta. . . ce este aici afara"; înțelegând prin "afară" ceea ce numim, lumea exterioara, mai târziu , odată cu maturizarea conștienței, diferențiem o lume interioară (sau mintea), pe care o identificam cu conceptul de "eu".
Depurarea acestui concept numit real  presupune depurarea limbajului care construiește in vreo forma percepția și înțelegerea acestei lumi exterioare în propria noastră minte și propria noastră relație cu propriul nostru sine (cu propriul și personalul nostru eu).
Deja filosofii din antichitate au apreciat / perceput aceasta diferența între "lumea perceputa, lumea reală și lumea exprimata într-un limbaj. Fiecare dintre modurile de înțelegere sunt, probabil, pietre de temelie a diferselor filozofii care au fost de-a lungul istoriei. Fiecare lucru real este acceptat

## Conceptul
- Gândirea metafizică, care consideră că cunoașterea este în conformă și adecvata realului, manifestă adevăr în gândire și în limbaj și pentru asta, i se poate recunoaște cu relativa ușurință valabilitatea logica
- Gândirea sceptică (scepticismul filozofic), care consideră că cunoașterea este un instrument valabil numai pentru nevoile noastre, atât individuale, cât și sociale, dar nu are un conținut de adevăr cu privire la ceea ce este real, ci un conținut practic și convențional.
- Gandirea interpretativa, inițiat la începuturile  Modernitatii, fiind interpretarea un rezultat al modului de interacțiune al minții cu "realul". Diversele sisteme de interpretare și de explicare în ce constă și cum este produsa interpretarea dă naștere la diverse școli și la diverse teorii.

## Necesități
Aceasta este baza în epistemologie pentru definirea instrumente pentru a fi utilizate de către știință. Având în vedere că în naturala și umana condiție a creierului există situații  psihologice și filozofice, care face imposibilă diferențierea între viziunile visate, halucinații și ceea ce percepem prin proprii noștri ochi, este de o importanță vitală in a stabili dacă obiectul analizat este ideatic, este propriu gândirii, sau din contra, interacționează de vreo maniera cu cevva mai mult decât subiectul pe care il conceptualizează. 

## Filosofia generală
Astăzi, în general, se considera depasit conceptul de conotație mistica sau de conotație metafizica (de exemplu: s-au luat foarte in serios filozofi ce au considerat conceptele "Real" si "Tao" –"Dao", în conformitate cu transcrierea Pinyin– sau cei ce au recurs la o Realitate Transcendentă  imposibila (în fapt) de cunoscut pentru a explica această realitate a lumii ca realitate efectiv cunoscuta). Se consideră că acest mod de înțelegere și experimentare (trăire) a realului nu aparține unui domeniu cognoscitiv, ci unui domeniu al convingerii sau ideologiei, încadrate într-un discurs sau narare socială de identitate culturala și, prin urmare, în afară, vecină cu știința.
Chestiunea conceptului numit "real" apare a fi tratat într-un mod complet diferit încă din începuturile perioadei denumit modernitate.
Una dintre primele abordări ale subiectului denumit real la limita cu metafizica este facuta de către Kant , atunci când distinge conceptul fenomen de conceptul noúmeno (în germană "Das Ding în sich" sau, în spaniolă "lucrul-în-sine").
Kant consideră că ceea ce este perceput ca fenomen se află supus unor condiții subiective de către sensibilitatea internă și externă (spațiu și timp); iar înțelegerea lucrurilor prin priceperea condiționată a mecanismului lor ca concepte a priori sau categorii proprii minții umane,  categorii care împiedică accesul cunoașterii conceptului realca noúmeno.
Dar Kant, gânditor din secolul al XVIII-lea, atât de genial cât a fost, nu a putut scăpa de paradigme, și de episteme, dominante într-a sa cultura, astfel încât, pe calea rațiunii practice a restaurat transcendenta moralității și a lui Dumnezeu.
Lacan distinge realul de realitate. Realitatea este ceea ce subiectul (Filozofia) percepe și înțelege (sau "înțelege că înțelege") din concretul real; realitatea este, in principal, echivalentul "bunului simț", dar bunul simț poate fi adevărat sau greșit: spre ex: sute de mii de ani, bunul simț i-a spus omului că "Soarele se învârte în jurul Pământului".
Pe aceasta, Lacan o numește "realitate". Realitatea poate coincide cu realul concret în măsura în care avansează intelectul și conștiința, dar în același timp, realul (la concret), ca doar detectat într-un fel sau altul de către Registrul de Lo Real  este "imposibil" -pentru moment - să transduci complet figurarile (acestea întâlnite in Registru al Imaginarului), și chiar mai puțin in ce privește cuvintele sau alte simboluri (de exemplu, în Registrul Simbolicului). Conceptul de Lo Real (realul concret) este cu adevărat pragmatic: de exemplu, permite profundizarea acolo unde auto-denominatul pozitivism, se încurcă. Și, realul, permite profundizarea menținându-se în criteriile raționaliste și științifice.
Realul este acela care nu poate fi simbolizat, acela care este imposibil de "a-l pricepe" și care nu are nimic de-a face cu conceptul de "realitate". De exemplu, unul dintre Real-ii cu care toate ființele umane sunt relationate este Moartea. Moartea este o Real-itate, pentru că ea nu poate fi explicata, sau nu se știe ce se întâmplă în ea, și, prin urmare, din cauza lipsei de semnificație, un lucru Real devine terifiant. Halucinațiile din psihoză sunt revenirea din Lo Real în Subiect.

## Dinamica sistemelor
În dinamica sistemelor, realul (realul concret) este acela care-si exprimă proprietățile într-o formă discretă, adică acela care necesita atenția noastră pentru al conceptualiza, procesul de conceptualizare fiind un proces de învățare, care ne instruieste cum să beneficiem de proprietățile exprimate de o astfel de realitate.